# 电滞效应
电滞效应（英語：Electroviscous effect）指在不外加电场时，由于液体中固体颗粒的表面电荷而导致液体静态粘滞系数的增加的现象。
在外加电场梯度E时，液体的动态粘滞系数N，可用电场梯度和一个方程表示：
η=η0(1+f E2),
其中，f是液体的粘电系数。